# كييتا إناجاكي
كييتا إناجاكي (باليابانية: 稲垣啓太؛ بالكانا: いながき けいた) هو لاعب اتحاد الرغبي ياباني، ولد في 2 يونيو 1990 في نيغاتا في اليابان.

## وصلات خارجية
- كييتا إناجاكي عل موقع إسبنسكروم (الإنجليزية)
- كييتا إناجاكي على موقع ItsRugby.co.uk (الإنجليزية)